# Alessandro Felici
Alessandro Felici (* 21. November 1742 in Florenz; † 21. August 1772 ebenda) war ein italienischer Komponist, Organist und Cembalist. Der Schwerpunkt seiner Tätigkeit lag auf der Bühnenmusik.

## Leben
Alessandro Felici war der Sohn des Komponisten Bartolomeo Felici. Nach erstem Unterricht bei seinem Vater studierte er von 1756 bis 1764 bei Giuseppe Castrucci in Florenz und anschließend bis 1765 bei Gennaro Manna in Neapel. Bereits mit vierzehn Jahren hatte er einen guten Ruf als Organist und Cembalist. 1767 wurde er Lehrer an der Kompositions- und Orgelschule seines Vaters, wo unter anderem der Sänger Francesco Porri und Luigi Cherubini zu seinen Schülern zählten. Er starb 1772 mit nicht einmal dreißig Jahren in Florenz. 1778 wurde sein Nachlass von den Erben verkauft. Seither sind viele seiner Werke verschollen.
Im Mai 1768 wurde seine erste Oper, das dramma giocoso La serva astuta, am Teatro Cocomero in Florenz aufgeführt. Sein dramma per musica Antigono hatte im Januar des folgenden Jahres einen überwältigenden Erfolg im Teatro della Pergola. Er erhielt daraufhin den Auftrag, für die Inaugurationskonzerte der Accademia degl’Ingegnosi die dramatische Kantate Apollo in Tessaglia zu schreiben. Felicis erfolgreichste Oper ist das dramma giocoso L’amore soldato, das zunächst 1769 im Teatro San Moisè in Venedig aufgeführt und anschließend von Opernhäusern in Turin, Parma, Florenz, Dresden, München und Sassuolo gespielt wurde. Es ist auch seine einzige Oper, deren Partitur erhalten geblieben ist.
Alessandro Felicis Musik ist im Vergleich mit der einiger seiner Zeitgenossen ausdrucksstark und lässt insbesondere in schwermütigen Passagen bereits die Romantik vorausahnen. Seine Cembalokonzerte zeigen eine für sein Alter ungewöhnliche Reife, die darauf schließen lässt, dass er das Potenzial gehabt hätte, einer der führenden Komponisten seiner Zeit zu werden.

## Werke

### Opern

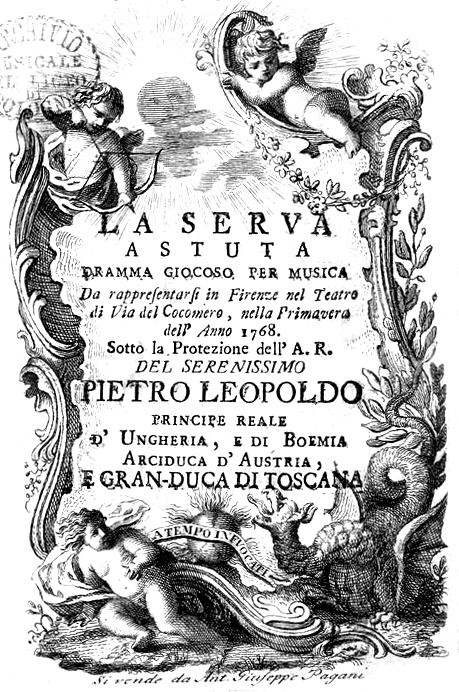
La serva astuta – Titelblatt des Librettos, Florenz 1768

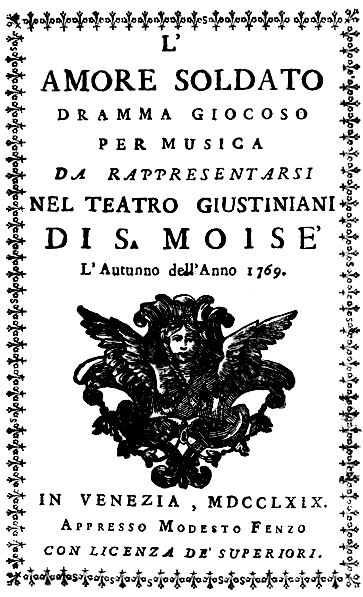
L’amore soldato – Titelblatt des Librettos, Venedig 1769

- La serva astuta, dramma giocoso in drei Akten; UA: 5. Mai 1768, Florenz, Teatro Cocomero; im Herbst 1769 als La cameriera astuta im Teatro Ducale Mailand; 1770 in Wien und Bergamo; Karneval 1773 in Jesi; Karneval 1776 in San Severino; verschollen[Digitalisat 1]
- L’amante contrastata, dramma giocoso in zwei Akten; Libretto: Giacomo Lendenesi; UA: Herbst 1768, Venedig, Teatro San Moisè; verschollen[Digitalisat 2]
- Antigono, dramma per musica in drei Akten; Libretto: Pietro Metastasio; UA: 18. Januar 1769, Florenz, Teatro della Pergola; verschollen[Digitalisat 3]
- L’amore soldato, dramma giocoso in drei Akten; Libretto: Nicolò Tassi; UA: Herbst 1769, Venedig, Teatro San Moisè; im Herbst 1770 in Turin; Karneval 1771 in Parma, am 3. Mai 1771 in Florenz; 1773 in Dresden und München; Sommer 1773 in Sassuolo[Digitalisat 4]
- Intermezzi zu Beverley (Béverlei) von Bernard-Joseph Saurin, „tragedia urbana in prosa“; komponiert wahrscheinlich 1769; UA: 6. Januar 1782, Florenz, Tintori; verschollen
- La donna di spirito, farsetta in zwei Akten; Libretto: Marcello Bernardini; UA: 13. Februar 1770, Rom, Teatro Capranica; verschollen[Digitalisat 5]
- Zwei Ersatzarien für Alessandro nelle Indie von Antonio Sacchini; dramma per musica in drei Akten; Libretto: Pietro Metastasio; UA: Karneval 1771, Livorno, San Sebastiano
- La lavandaia (zweifelhaft); UA: Herbst 1770, Turin, Teatro Carignano
- Ariana e Teseo (zweifelhaft), dramma per musica; Libretto: Pietro Pariati; UA: 29. Januar 1772, Florenz, Teatro della Pergola

### Geistliche Werke
- Il Daniello, Oratorium; UA: 1767, Florenz, Compagnia detta „del Nicchio“; verschollen
- Oratorio del Natale; UA: 1768, Florenz, S. Filippo Neri; verschollen
- S Alessio riconosciuto, Oratorium; UA: 1769, Florenz, Congregazione e Ospizio detto del Melani; verschollen
- Dixit Dominus für vier Stimmen und Instrumente; 1766
- Messe; 1767, Florenz, S. Marco
- Messe; 1771, Florenz, S. Giuseppe
- Motette mit Salve regina; 1771, Florenz, S. Gaetano
- Messa per S Cecilia; vollendet von Bartolomeo Felici; 1775, Florenz, S. Niccolò; 1778, Florenz, S. Giuseppe
- Credo für vier Stimmen und Orchester
- Credo concertato für drei Stimmen und Instrumente

### Weltliche Vokalwerke
- Apollo in Tessaglia, Kantate für drei Stimmen; Libretto: Luigi Semplici; 12. März 1769, Florenz, Accademia degl’Ingegnosi; verschollen
- Cantata a tre voci; Libretto: Francesco Lambardi; UA: 1. April 1770, Florenz, Accademia degl’Ingegnosi; verschollen
- Idol mio amato bene für zwei Soprane und zwei Violinen (auch mit zusätzlichen Blasinstrumenten)
- Ti rendo al caro bene für vier Stimmen und Orchester; vermutlich Teil eines Melodrams
- Veloce al par d’un barbaro

### Instrumentalwerke
- Drei Konzerte für Tasteninstrument und Orchester
- Konzert für Cembalo „ad uso di Isabella Scarlatti“
- Sechs sonate da camera für Cembalo
- Sonate für Cembalo mit obligater Violine
- Sonate für Cembalo und zwei Violinen

## Digitalisate
1. ↑  La serva astuta. Libretto (italienisch), Florenz 1768. Digitalisat des Museo internazionale e biblioteca della musica di Bologna.
2. ↑  L’amante contrastata. Libretto (italienisch), Venedig 1768. Digitalisat des Museo internazionale e biblioteca della musica di Bologna.
3. ↑  Antigono. Libretto (italienisch), Florenz 1769. Digitalisat des Museo internazionale e biblioteca della musica di Bologna.
4. ↑  L’amore soldato. Libretto (italienisch), Venedig 1769. Digitalisat des Museo internazionale e biblioteca della musica di Bologna.
5. ↑  La donna di spirito. Libretto (italienisch), Rom 1770. Digitalisat des Museo internazionale e biblioteca della musica di Bologna.